# Mardonius brasilianus
Mardonius brasilianus är en mångfotingart som beskrevs av Carl Graf Attems 1950. Mardonius brasilianus ingår i släktet Mardonius och familjen Spirostreptidae. Inga underarter finns listade i Catalogue of Life.